# Ninh Phước, Quế Sơn
Ninh Phước là một xã thuộc huyện Quế Sơn, tỉnh Quảng Nam, Việt Nam.

## Địa lý
Xã Ninh Phước nằm ở trung tâm huyện Nông Sơn, có vị trí địa lý:
- Phía đông giáp xã Quế Lộc
- Phía tây giáp xã Phước Ninh với ranh giới là sông Thu Bồn
- Phía nam giáp huyện Hiệp Đức và xã Quế Lâm
- Phía bắc giáp thị trấn Trung Phước.

Xã Ninh Phước có diện tích 61,61 km², dân số năm 2019 là 4.847 người, mật độ dân số đạt 79 người/km².

## Lịch sử
Địa bàn xã Ninh Phước hiện nay trước đây vốn là một phần xã Quế Phước thuộc huyện Quế Sơn.
Ngày 23 tháng 9 năm 1981, Hội đồng Bộ trưởng ban hành quyết định số 79-HĐBT. Theo đó, chia xã Quế Phước thành 3 xã: Quế Ninh, Quế Phước, Quế Lâm.
Ngày 8 tháng 4 năm 2008, Chính phủ ban hành Nghị định số 42/2008/NĐ-CP. Theo đó, thành lập xã Phước Ninh trên cơ sở điều chỉnh 8.298 ha diện tích tự nhiên và 2.130 người của xã Quế Phước; 3.930 ha diện tích tự nhiên và 1.456 người của xã Quế Ninh. Đồng thời, chuyển các xã Quế Phước, Quế Ninh và Phước Ninh về huyện Nông Sơn mới thành lập.
Sau khi thành lập xã Phước Ninh, xã Quế Phước còn lại 1.022 ha diện tích tự nhiên và 2.436 người, xã Quế Ninh còn lại 6.250 ha diện tích tự nhiên và 4.329 người.
Trước khi sáp nhập, xã Quế Phước có diện tích 10,34 km², dân số là 1.770 người, mật độ dân số đạt 171 người/km². Xã Quế Ninh có diện tích 51,27 km², dân số là 3.077 người, mật độ dân số đạt 60 người/km².
Ngày 10 tháng 1 năm 2020, Ủy ban Thường vụ Quốc hội ban hành Nghị quyết số 863/NQ-UBTVQH14 về việc sắp xếp các đơn vị hành chính cấp xã thuộc tỉnh Quảng Nam (nghị quyết có hiệu lực từ ngày 1 tháng 2 năm 2020). Theo đó, sáp nhập toàn bộ diện tích và dân số của hai xã Quế Ninh và Quế Phước thành xã Ninh Phước.
Ngày 24 tháng 10 năm 2024, Ủy ban Thường vụ Quốc hội ban hành Nghị quyết số 1241/NQ-UBTVQH15 về việc sắp xếp đơn vị hành chính cấp huyện, cấp xã của tỉnh Quảng Nam giai đoạn 2023 - 2025. Nghị quyết này có hiệu lực thi hành từ ngày 01 tháng 01 năm 2025. Nhập toàn bộ diện tích tự nhiên là 471,64 km2, quy mô dân số là 35.438 người của huyện Nông Sơn vào huyện Quế Sơn. Theo đó, xã Ninh Phước trực thuộc huyện Quế Sơn.